# Love and Lies
Love and Lies (恋と嘘?, Koi to uso, lett. "Amore e bugie") è un manga shōnen scritto e disegnato da Musawo, pubblicato online da DeNA da agosto 2014. Un adattamento anime, prodotto da Liden Films e acquistato in Italia da Yamato Video, è stato trasmesso in Giappone tra il 3 luglio e il 18 settembre 2017, mentre un film live action basato sulla serie è previsto per il 2017.

## Personaggi
Yukari Nejima (根島 由佳吏?, Nejima Yukari)
Doppiato da: Ryōta Ōsaka
Yukari è innamorato della sua compagna di classe Misaki Takasaki sin dal quinto anno delle scuole elementari. Prima del suo sedicesimo compleanno, confessa i suoi sentimenti a Misaki la quale apparentemente, lo ricambia. Yukari adora studiare le tombe Kofun.
Misaki Takasaki (高崎 美咲?, Takasaki Misaki)
Doppiata da: Kana Hanazawa
Il primo amore di Yukari, la quale lo ricambia. Per qualche ragione ha una sorta di fredda ostilità verso Nisaka.
Lilina Sanada (真田 莉々奈?, Sanada Ririna)
Doppiata da: Yui Makino
La partner scelta dal governo per Yukari, la quale frequenta una scuola esclusivamente femminile. È a conoscenza dei sentimenti del suo futuro sposo verso Misaki, tuttavia non ne rimane sconvolta e decide di aiutarlo.
Yūsuke Nisaka (仁坂 悠介?, Nisaka Yūsuke)
Doppiato da: Shinnosuke Tachibana
Il miglior amico di Yukari. È consapevole del rapporto tra Yukari, Misaki e Lilina. Nonostante sia molto popolare tra le ragazze, è gay ed ha dei sentimenti verso Yukari.
Hajime Yajima (矢嶋 基?, Yajima Hajime)
Doppiato da: Kishō Taniyama
Kagetsu Ichijō (一条 花月?, Ichijō Kagetsu)
Doppiata da: Tomoyo Kurosawa
Shū Igarashi (五十嵐 柊?, Igarashi Shū)
Doppiata da: Eri Kitamura
La migliore amica di Misaki fin dai tempi delle medie. Sembra essere a conoscenza del cambio improvviso di partner per Yukari.

## Media

### Manga
Il manga, scritto e disegnato da Musawo, ha iniziato la serializzazione sull'applicazione mobile Manga Box di DeNA ad agosto 2014. Il primo volume tankōbon è stato pubblicato da Kōdansha il 9 gennaio 2015 e al 16 novembre 2018 ne sono stati messi in vendita in tutto otto. In America del Nord i diritti sono stati acquistati da Kodansha Comics USA.

#### Volumi
| Nº | Data di prima pubblicazione                | Data di prima pubblicazione                                                 | Data di prima pubblicazione |
| Nº | Giapponese                                 | Giapponese                                                                  |                             |
| -- | ------------------------------------------ | --------------------------------------------------------------------------- | --------------------------- |
| 1  | 9 gennaio 2015                             | ISBN 978-4-06-395284-1                                                      |                             |
| 2  | 9 giugno 2015                              | ISBN 978-4-06-395416-6                                                      |                             |
| 3  | 9 novembre 2015                            | ISBN 978-4-06-395546-0                                                      |                             |
| 4  | 9 maggio 2016                              | ISBN 978-4-06-395664-1                                                      |                             |
| 5  | 9 novembre 2016 (ed. regolare & speciale)  | ISBN 978-4-06-395792-1 (ed. regolare) ISBN 978-4-06-362346-8 (ed. speciale) |                             |
| 6  | 9 giugno 2017 (ed. regolare & speciale)    | ISBN 978-4-06-395952-9 (ed. regolare) ISBN 978-4-06-510065-3 (ed. speciale) |                             |
| 7  | 9 aprile 2018 (ed. regolare & speciale)    | ISBN 978-4-06-510382-1 (ed. regolare) ISBN 978-4-06-511611-1 (ed. speciale) |                             |
| 8  | 16 novembre 2018 (ed. regolare & limitata) | ISBN 978-4-06-513246-3 (ed. regolare) ISBN 978-4-06-397037-1 (ed. limitata) |                             |

### Anime
Annunciato il 22 febbraio 2017 sul Weekly Shōnen Magazine di Kōdansha, un adattamento anime, prodotto da Liden Films e diretto da Seiki Takuno, è andato in onda dal 3 luglio al 18 settembre 2017. La composizione della serie è stata affidata a Natsuko Takahashi, mentre la colonna sonora è stata composta da Masaru Yokoyama e Nobuaki Nobusawa. Le sigle di apertura e chiusura sono rispettivamente Kanashii ureshii (かなしいうれしい?) dei Frederic e Can't you say delle Roys. In Italia gli episodi sono stati trasmessi in streaming in simulcast da Yamato Video su YouTube, mentre negli Stati Uniti i diritti sono stati acquistati da Sentai Filmworks per la piattaforma Anime Strike di Amazon.

#### Episodi
| Nº | Titolo italiano Giapponese 「Kanji」 - Rōmaji                                        | In onda           | In onda |
| Nº | Titolo italiano Giapponese 「Kanji」 - Rōmaji                                        | Giapponese        |         |
| 1  | Primo amore 「初恋」 - Hatsukoi                                                      | 3 luglio 2017     |         |
| 2  | Una piccola bugia 「小さな嘘」 - Chiisa na uso                                       | 10 luglio 2017    |         |
| 3  | L'amore che passa inosservato 「見落とされた恋」 - Miotosareta koi                   | 17 luglio 2017    |         |
| 4  | La scienza dell'amore 「恋の科学」 - Koi no kagaku                                   | 24 luglio 2017    |         |
| 5  | Un amore rischioso 「命がけの恋」 - Inochigake no koi                                | 31 luglio 2017    |         |
| 6  | La gabbia che costringe ad amare 「恋を強いる檻」 - Koi o shiiru ori                 | 7 agosto 2017     |         |
| 7  | Una bugia silenziosa 「無言の嘘」 - Mugon no uso                                     | 14 agosto 2017    |         |
| 8  | Sentimenti autentici 「嘘のない想い」 - Uso no nai omoi                              | 21 agosto 2017    |         |
| 9  | Una scintilla che non sembra reale 「嘘みたいな煌めきで」 - Uso mitai na kirameki de | 28 agosto 2017    |         |
| 10 | Un amore per cui dare tutto 「すべてを捧げる恋」 - Subete o sasageru koi             | 4 settembre 2017  |         |
| 11 | Anche una bugia può andare bene 「嘘でもいいから」 - Uso demo ii kara                | 11 settembre 2017 |         |
| 12 | Amore e bugie 「恋と嘘」 - Koi to uso                                                | 18 settembre 2017 |         |

### Live action
Un film live action basato sulla serie è stato prodotto a partire da aprile 2017. Il lungometraggio, diretto da Takeshi Furusawa e sceneggiato da Erika Yoshida, debutterà nelle sale cinematografiche giapponesi nel 2017. I ruoli dei tre protagonisti sono interpretati rispettivamente da Aoi Morikawa, Takumi Kitamura e Kanta Satō.